# Колизей
Колизеят (среща се и като колизеум; на латински: Colosseum) е най-пространният и най-великолепният от амфитеатрите в Древен Рим, започнат от Веспасиан между 70 и 72 г. и завършен през 80 г. от Тит, като някои допълнителни промени са направени по времето на Домициан (81 – 96 г.).
С възможност да побере 70 хил. зрители, Колизеят е използван за гладиаторски борби, както и за други зрелища, като имитации на морски битки, лов на животни, екзекуции, възстановки на битки и драми с митологични сюжети. През Ранното средновековие сградата престава да се използва за представления, а по-късно служи за различни нужди – жилища, работилници, седалище на религиозен орден, укрепление, кариера и християнски храм.
Макар че в наши дни е частично разрушен от земетресения и извличане на каменни блокове, Колизеят остава един от главните символи на Римската империя и нейните инженерни постижения. Той е сред най-популярните туристически забележителности на град Рим и продължава да бъде свързан с Римокатолическата църква, като ежегодно на Разпети петък папата води факелно шествие, започващо в района на Колизея.

## История

### Античност
Наричан Амфитеатър на Флавиите (Amphitheatrum Flavium) или също Амфитеатър на Цезарите (Amphitheatrum Caesareum), Колизеят е построен от Флавиите в началото на първи век като подарък към римските граждани, почти на мястото на предишната резиденция на Нерон.
Той се издига в Рим, близо до двореца на Нерон – „Domus Aurea“, който е построен след опожаряването на Рим през 64 г. Името Колосео му е било дадено към 8 век заради намиращия се до него Неронов колос. Тази статуя е реконструирана по-късно от наследниците на Нерон и е превърната в статуя на Сол – бога на Слънцето, като е добавена подходяща слънчева корона. След това е съборена, за да бъде използван бронзът, от който е направена, и днес е запазен само нейният постамент.
Археологическите проучвания доказват, че мястото около Колизея е населявано от републиканския период насам, като има предположения и за по-ранни времена. Намерени са останки от множество сгради от тази епоха, намиращи се близо и около амфитеатъра. Известно е, че тези сгради са били иззети и разрушени след 64 г., когато Нерон решава да изгради там своята резиденция с изкуствено езеро и много вътрешни сгради и градини, за които черпим информация главно от древните автори.
Градът се нуждаел от амфитеатър, тъй като единственият такъв с частична каменна основа е построен от Статилий Тавър през 29 пр.н.е. и е прекалено малък за разрасналия се град. Император Калигула (12 – 41 г.) започнал работата по нов амфитеатър, но Клавдий (10 пр.н.е. – 54 г.) я спрял, когато станал император. Нерон също отказал да „използва“ старото съоръжение на Статилий и предпочел да има свой собствен амфитеатър на Марсово поле.
Смъртта на Нерон през 68 г. слага край на Юлиево-Клавдиевата династия и династията на Флавиите идва на власт. Император Веспасиан е признат от Сената за император през 69 г. Взел властта със сила, той иска да направи политически жест на помирение с римските граждани. Затова им връща по-голямата част от земите, които Нерон е завзел в центъра на града, и започва строежа на Колизея на мястото, където се е намирало изкуственото езеро от резиденцията на Нерон.
Строежът на амфитеатъра отнема десет години. Веспасиан започва работата през 72 г., а неговият син Тит го открива през 80 г. с тържествени игри, които продължават сто дни. В повечето случаи се приема, че сградата е изцяло завършена от Домициан, брата на Тит. Светоний пише, че при откриването на Колизея на арената били показани 5000 диви животни.
В амфитеатъра – по начало римско откритие, са провеждани игри, включително битки между животни (venationes), убиване на затворници от животни и други екзекуции (noxii), военноморски войни (naumachiae, чрез наводняване на арената) и битки между гладиатори (munera). Изчислено е, че около 500 000 души са загинали в тези игри. Богатите са задължени по закон, а и според очакванията на народа да организират игри, както и да печелят благосклонността на гражданите. Организацията на зрелищата, която включва и разходите по тях, е обществен въпрос и се регулира от множество закони.
Гладиаторите bestiarii, които се биели срещу зверове, са включени в Ludus Matutinus, наречени така заради сутрешното провеждане. После следват Ludus Gallicus, Ludus Dacicus и Ludus Magnus.
Колизеят продължава да се използва четири и половина века. Има доказателства за много промени, допълнения и поправки. Веднъж, през 217 г. горните етажи се подпалват от мълния и за период от пет години игрите са провеждани в цирка. Многото земетресения през 442, 470 и 847 г. също оказват голямо влияние върху стабилността на сградата. Последната гладиаторска битка, според наличните сведения, е проведена през 404 г., а последни ловни сцени – през 523 г., когато Флавий Максим отбелязва с тях своето консулство и е критикуван за големите разходи от крал Теодорих Велики.
Постепенно вкусът на публиката се променя, но основната причина за замирането на игрите е военната и финансова криза в западните части на империята, както и многото нашествия на варварски племена в Италия. Никой вече не може да понася огромните разходи, нужни за организиране на представленията, поради което Колизеят престава да функционира.
В долината на Колизея са намерени 89 гроба от времето на Диоклециан до това на Теодорих (4 – 6 век), главно в североизточния край. 63 гроба са намерени в и около амфитеатъра, въпреки че само 56 са нанесени на карта. Тези 56 гроба се намират в групи на три места. 15 от източната страна и 18 от северната са извън площада от травертин около амфитеатъра, който все още се поддържа. Третата група е от 23 гробници от 6 век – те са намерени отвътре в северния портик. Заключението е, че през 5 век цялата област е изоставена, но Колизеят все още е използван. По-късно, когато бил затворен, го използвали за гробище.

### Средновековие
Предполага се, че от време на време са провеждани venationes до края на 7 век, но през 8-9 век амфитеатърът е напълно изоставен. През Средните векове Колизеят претърпява няколко коренни промени. В края на 6 век в конструкцията на амфитеатъра е вградена малка църква, но това изглежда не придава някакав особена религиозна значимост на сградата като цяло. Арената е превърната в гробище, а много от покритите пространства под трибуните се използват за жилища и работилници, като дори през 12 век продължават да бъдат отдавани под наем. Около 1200 г. фамилията Франджипани придобива Колизея, укрепява го и изглежда го използва като замък.
Силно земетресение през 1349 г. нанася големи поражения на Колизея, разрушавайки външната част на южната страна, която е разположена върху по-слаба наносна основа. Голяма част от падналите камъни са използвани при строителството на дворци, църкви, болници и други сгради в целия Рим. В средата на 14 век в северната третина на сградата се настанява религиозен орден, който остава там до началото на 19 век. Много от каменните облицовки във вътрешността на амфитеатъра са демонтирани, за да бъдат използвани в други сгради, а мраморните елементи – и за производство на вар. Бронзовите скоби, укрепващи зидарията, са изкъртени от стените и на местата им остават множество дупки, ясно забележими и днес.

### Ново време
През 15 и 16 век от Колизея са взети материали за изграждането на дворците Палацо Фарнезе, Палацо Барберини, Венециански дворец и други. По това време властите започват да търсят практично приложение на огромните останки на Колизея. В края на 16 век папа Сикст V планира да използва сградата като фабрика за обработка на вълна, с която да даде работа на римските проститутки, но умира малко по-късно и не успява да осъществи идеята си. Папа Климент IX отваря в Колизея фабрика за селитра, а през 1671 г. кардинал Алтиери дава разрешение на арената да се провеждат борби с бикове, но поради бурната обществена реакция тази идея е изоставена.
Едва папа Бенедикт XIV (1740 – 1758 г.) успява да вземе по-ефективни мерки за опазването на Колизея, като през 1749 г. го обявява за свещено място, заради мъченичеството на ранните християни, убити в амфитеатъра. Той забранява използването на сградата като кариера и я посвещава на Страстите Христови. В същото време няма исторически свидетелства за това, в Колизея да са убивани християни, и никой до 16 век не говори за такова нещо.
Някои от следващите папи полагат усилия за укрепването и реставрирането на Колизея, разчиствайки изобилната растителност, с която сградата е обрасла и която допълнително влошава нейното състояние. През 1807 и 1827 г. фасадата е усилена с тухлени клинове, а вътрешната част е ремонтирана през 1831 и 1846 г., както и през 30-те години на 20 век. Подземната конструкция на арената е частично разкопана през 1810 – 1814 и 1874 г. и е напълно разкрита през 30-те години.
Днес Колизеят е сред най-популярните туристически забележителности на Рим и посреща милиони посетители всяка година. Влошеното състояние на сградата, в резултат на нейната възраст и на замърсяването на въздуха, довежда до мащабен реставрационен проект, изпълнен между 1993 и 2000 г., на стойност около 20 млн. евро.
През последните години Колизеят става символ на международната кампания срещу смъртното наказание, като през 2000 г. пред него са проведени няколко демонстрации. Оттогава, в знак на протест срещу смъртното наказание, общинските власти на Рим променят цвета на нощното осветление на сградата от бял на златен при всеки случай на помилване на осъден на смърт по света, както и при премахването на смъртното наказание в някоя страна.
Заради полуразрушеното състояние на вътрешната част на Колизея, в него не се провеждат масови мероприятия – на временни седалки могат да бъдат настанени едва няколкостотин зрители. В същото време извън сградата са провеждани и големи концерти, използващи Колизея като фон. Сред изпълнителите, свирили пред Колизея през последните години, са Рей Чарлс (май 2002 г.), Пол Маккартни (май 2003 г.), и Елтън Джон (септември 2005 г.).

## Устройство
Местата за сядане (cavea) са разделени на няколко части. Подиумът (podium), първата част е предназначена за римските сенатори. Ложата на императора, направена изцяло от мрамор, също е в тази част. Над подиума се намира maenianum primum, част предвидена за останалите римски аристократи, които не участват в сената. Третото ниво, maenianum secundum, е разделено на три подчасти. Най-ниската (immum) е за богати граждани, докато най-високата (summum) – за бедни. Третата, дървена част (maenianum secundum in legneis), е най-горе, построена от Домициан, пригодена за „жени от най-нисък клас“. Вътре местата за сядане (cavea), изградени изцяло от травертин, сега са почти загубени. Част от пода на арената е зидан, а другата част е направена от дърво. Има мраморни украшения около подиума, по коридорите (vomitoria) и може би на нишите до главните входове на арената.
След първите две години от пускането на Колизея, по-младият син на Веспасиан, бъдещият император Домициан, заповядва изграждането на подземия (hypogeum). Това е двуетажна подземна мрежа от тунели и клетки под арената, където са държани гладиаторите и животните преди началото на зрелищата. Множество тайни врати и входове предоставят лесен достъп до арената на животните и части от декорите, скрити в подземията. Голяма платформа, наречена hegmata, предоставя достъп на слонове и други огромни животни до арената. Под арената са помещенията, нужни за представленията. Когато в амфитеатъра имало диви зверове, около подиума се спускала предпазна ограда. Оградата имала дървени остриета на върха, за да не позволява на зверовете да се покатерят по нея. Местата за сядане (cavea) имат наклон от 37 градуса, с височината от 48,5 m, като дори най-горните редове имат добър изглед към арената.
Днес нивото на арената вече не съществува, но стените на подземията и коридорите са видими в руините на сградата. Цялата конструкция заема площ от 160 000 m².

## Дренажна система
Самото място на Колизея има своите предимства и недостатъци. Един от най-големите проблеми е дренажната система. Под дебелия слой пясък и наноси в долината на Колизея, има масивен слой от глина. В Колизея дъждовната вода е събирана от местата за сядане (cavea) чрез концентрични тръби и изливана през вертикални тръби в наземния етаж. Извън сградата, включително и площадът отстрани, водата е отвеждана от тухлен тръбопровод, който обикаля Колизея на два метра дълбочина точно под основата. На правилни интервали по протежение на тръбопровода има кладенци, стигащи на 8 m дълбочина до друг, много по-голям тръбопровод, който също обикаля амфитеатъра. Този голям дренаж вероятно е бил свързан с голямата градска отводнителна мрежа, минаваща под Circus Maximus и вливаща се в Тибър.
Водата от вътрешната част на местата за сядане (cavea) и арената е събирана от вътрешен елиптичен дренаж околовръст на арената, който се влива в четири основни тръбопровода, разположени на четирите входа по двете оси. Но оттам водата не отивала в големия 8 m дълбок дренаж, а се отлива чрез южния тръбопровод. По тази причина не е ясно дали всичките четири дренажа са свързани към този външен. Доколкото е известно, тези отводнителни канали са построени заедно с основите, излети от бетон в дървен кофраж. Основата на тези тръби е изградена от тухли и внимателно наклонена за правилно оттичане.
Големият размер на тръбите кара някои да мислят, че са били планирани още от началото като носещи голямо количество вода, необходимо да запълни арената за провеждане на naumachia, и че по-късно този проект е изоставен по времето на Домициан. Това обяснява и защо древните автори пишат за naumachiae в Колизея. Ако сметнем, че амфитеатърът е построен от Тит и завършен от брат му Домициан, тогава би могло в него да се организират малки naumachiae по времето на Тит. Но по-късно, когато била построена подземната част на арената, това вече става невъзможно.
Има много съмнения относно функцията на много от тръбопроводите в амфитеатъра. Скорошни изследвания са намерили доказателство за наличие на фонтани в Колизея. Някои предполагат, че тръбите и каналите вкарвали водата навътре, а не я изкарвали навън, с цел освежаване и разхлаждане на зрителите. Теорията за функцията на всички отводнителни канали не е напълно изяснена, а е единствено плод на множество предположения.

## Конструкция
Четирите арки по осите на сградата са главни входове, и вероятно са били украсявани с малки портици и статуи. Останалите 76 арки са направени за лесен достъп до местата. Единствено 31 арки от външния пръстен, от XXIII-LIV, са останали непокътнати.
Полуколоните на приземния етаж са в дорийски стил, тези на втория – йонийски, и на горния – коринтски. Атикът е разделен на плочи от коринтските колони, като има правоъгълен прозорец на всеки две колони. Древните автори споменават, че по протежение на целия атик върху тези плочи са закрепени поредица от бронзови щитове (clipea).
Арките са 4,2 m широки и 7,05 m високи на приземния етаж, докато на най-горния са само 6,45 m високи. Цялата височина на сградата е 48,5 m, включвайки корнизите между етажите и атика.
Арената, където са провеждани представленията, гладиаторските игри и ловните сцени, е елипса с оси 76 m на 44 m и е направена от дърво, покрита с жълт пясък, пренесен от хълма Monte Mario. За строежа на сградата са използвани около 100 000 m³ травертин от кариера близо до река Тибър. За тази цел е построен път от кариерата до Рим. Използвани са също туфени блокове, тухли и цимент. Комбинацията от различни материали подобрява еластичността на цялата сграда: основните пиластри са направени от травертин, радиалните стени от травертин и туф, сводовете са отлети от цимент, стените са измазани и боядисани в бяло и червено, но по-голямата част от замазката днес е изчезнала. Входовете са украсени с картини и мазилки, които почти не са оцелели през вековете.
Около цялата горна част има вдлъбнатини за 240 дървени греди, които поддържат сенника (velarium), още едно сензационно за времето си откритие на амфитеатъра, предпазващ зрителите от слънцето. Велариумът е покрит с платна, закрепени с въжета и с дупка по средата, наподобяващ мембранните покрития на съвременните стадиони. Този покрив закрива 2/3 от арената и е наклонен към центъра, за да улавя вятъра и да го насочва към зрителите, като това се регулирало с въжетата.
Колизеят включва множество vomitoria – коридори, които извеждат навън и се намират зад местата за сядане. Конструкцията на vomitoria е такава, че в случай на опасност, целият амфитеатър можел да бъде евакуиран за 5 минути, както и запълнен отново за около 15. Всеки вход и всяко стълбище са номерирани. Двата главни входа по късата ос водят директно към централната част, докато останалите чрез множество малки коридори – към останалите места.
Колизеят е заобиколен от павиран с големи травертинови плочи площад, ограничен с камъни, положени с лек наклон навътре, които се предполага, че са били опорни камъни на въжетата, поддържащи велариума. Отвъд тези камъни започвала улицата, павирана с големи сиви блокове от базалт.
Площадът около Колизея вероятно е единственото място в Рим, запазило същата височина, на която е било и в древни времена. Принципно нивото на стария Рим е с 8 – 15 m по-ниско от това на днешния, като средно годишно то се е покачвало със 7,5 mm. Но все пак големите каменни плочи около Колизея са същите, по които са ходили и древните римляни.

## Строеж и етапи на строежа
Малки разлики в някои детайли на конструкцията са убедили археолозите, че строежът на всеки квадрант от Колизея е бил поверен на четири различни строители, които работят един до друг, поделяйки си четирите главни входа. Името на архитекта, подобно на имената на другите архитекти от Античността, не е запазено. Парите нужни за финансирането на сградата идват вероятно главно от грабежа и опустошаването на Храма в Йерусалим по време на Юдейската война. Това е и широко разпространената теория в миналото, но сега тя се потвърждава от скорошно изследване на мраморен надпис от Колизея. На камъка под текущия надпис, има следи от дупки, използвани за закрепване на металните букви на друг, по-стар надпис, който не е запазен. Заключението на експертите е, че първият надпис е гласял: „Imp.T.Caes.Vespasianus Aug. Amphitheatrum Novum Ex Manubis Fieri Iussit“ („Император Цезар Веспасиан Август заповяда този нов амфитеатър да бъде издигнат с плячката от войната“).
Учените спорят относно вида работна сила, с която е изграден Колизеят. Всъщност робският труд е широко разпространен тогава, но идеята само роби да са строили амфитеатъра е отхвърлена, тъй като качеството на конструкцията е доказателство, че е била изградена от обучени работници.
Веднъж завършена, основата е покрита с травертинов под, средно 90 cm дебел. Върху този каменен под са маркирани отправните точки на главните пиластри и основните блокове на пиластрите са закотвени в пода чрез оси и разтопен метал. Този скелет от пиластри е издигнат до втория етаж и пиластрите са свързвани на върха чрез големи арки, направени от дълги тухли (около 60 – 70 cm), поставени така, че да позволяват конструирането на множество укрепващи сводове, които заедно изграждали огромната cavea, предназначена да издържа мраморните места. Някои останки от сводовете се виждат и днес.
Този начин на строеж първо на основната конструкция, застроена след това до втория етаж, позволява на строителите едновременно да пренасят материалите горе на втория етаж, но и под местата за сядане (cavea), оставяйки просто няколко свода от външната стена отворени, за да подават материалите. Разстоянието между пиластрите е запълнено с туфен opus quadratum на приземния етаж и от циментена смес с тухли.
Колизеят има много отличителни структурни елементи: елегантност, плътност на конструкцията, организация на терена (входно/изходната система, подземните етажи), и разбира се начинът по който е построен – системата на конструкция първо на главните арки от травертин и след това останалата част.

## Флора
Има широка и добре документирана история на множеството растителни видове, които виреят в амфитеатъра. От 1643 г. до днес са открити 684 вида. 200 от тях са запазени и до наши дни.
Разнообразието на растения може да бъде обяснено с промяната на климата в Рим през вековете. Миграцията на птиците и опрашването на растенията, разрастването на Рим, което поставило Колизея вече не в покрайнините на града, и свободното разпространение на нови видове са някои от причините за толкова голямото разнообразие на растителни видове.

## Колизеят днес
Днес от първоначалната сграда е останала северната част на външната стена, заедно с 31 от оригиналните 80 входа, както и частта от сградата, която е между фасадата и вътрешната подпорна стена на горната колонада. На практика е съхранен целият скелет на сградата между вътрешната стена и арената, тоест обграждащата и радиалната стена, на която се крепят местата за сядане (cavea) с мраморните седалки. Значителна част от площада също е запазена.
Внушителността на Колизея смайва дори днес. През 2000 г. в Италия се провеждат протести срещу прилагането на смъртното наказание в целия свят. Някои от демонстрациите са направени пред амфитеатъра. През следващите години като жест срещу наказанието, местните власти сменят цвета на нощното осветление на Колизея от бяло в златно всеки път, когато някой осъден на смърт е помилван или освободен, както и при премахването на смъртното наказание в някоя страна.
Колизеят заема видно място и в много филми. В „Ядрото“ е унищожен от ослепителна светкавица, която го раздробява на парчета. Също разрушен бива и в „Денят на независимостта“ от извънземен кораб заедно с други важни сгради на планетата. В „Гладиатор“ (2000 г.) на режисьора Ридли Скот, Колизеят е възстановен чрез компютърно генериран модел, и е показан в пълното си величие от 2 век. Много от сградите около него са напълно измислени.
Днес Колизеумът е най-голямата туристическа атракция в Рим. Вътре, на горния етаж има музей, посветен на гръцкия бог Ерос, където се излагат временни изложби.
От юни 2015 г. Колизеумът има нова атракция: реконструирана „платформа на зверовете“, точна по форма и размери реплика на оригиналното устройство, използвано за повдигането на около 8 метра височина едновременно на десетки диви животни до арената, сред които мечки, вълци, представители от семейство котки, елени и щрауси. За задвижването ѝ тогава е била необходима движещата сила на осем мъже наредени на два етажа в подземията на амфитеатъра, плюс трима, които да я управляват, разположени на горния етаж. Новата структура е финансирана от американската компания за филмови продукции Providence picture на стойност около 200 хиляди евро. Проектът е замислен още през 2013 г. и е реализиран за 15 месеца.
Via Crucis (Пътят на кръста) на Разпети петък, честван от папата, се случва именно пред Колизеума, където изнася реч и внушително голям кръст с горящи факли осветява небето.
Amphitheatrum Flavium е една от най-внушителните сгради в историята – внушителна с вида си, с хората, които е погубила, с това, което е оставила зад себе си – спомена за една велика империя.
За Колизея Беда Достопочтени (672 – 735 г.) пише:
| Quandio stabit coliseus, stabit et Roma Quando cadit coliseus, cadet et Roma Quando cadet Roma, cadet et mundus |  | Докато Колизеят стои здраво, стои и Рим Когато Колизеят падне, ще падне и Рим Когато падне Рим, ще падне целият свят |